# Zlatý potok (přítok Pöhlwasser)
Zlatý potok (německy Goldwasser) je levostranným přítokem potoka Pöhlwasser (český název Polavský potok) v Krušných horách v okrese Karlovy Vary v Karlovarském kraji. Délka toku měří 7,0 km.
Plocha jeho povodí měří 13,1 km².

## Průběh toku
Potok pramení v Krušných horách na území přírodního parku Zlatý kopec. Jeho pramen se nachází v nadmořské výšce okolo 965 metrů u severovýchodní hranice parku, přibližně 150 m od Česko-saské hranice, nedaleko turistického hraničního přechodu Hubertky – Tellerhäuser. Tok potoka rychle klesá a přitéká do osady Zlatý Kopec. V hluboce zaříznutém údolí se nad jeho levým břehem zvedá Tetřeví hora (1007 m), nad pravým břehem hřebeny hraničních vrcholů Nad Starou šachtou (936 m), Kaffenbergu (924 m) a Hraničního vrchu (936 m). Svahy nad pravým břehem jsou protkány množstvím důlních děl, ze kterých se zachovalo několik úvodních štol. Jedna z nich, štola dolu Johannes, byla upravena a od roku 2015 je jako hornická atrakce přístupná pro veřejnost. Historické hornické území nad pravým břehem potoka je od roku 2014 chráněno jako kulturní památka pod názvem Rudný důl – skarnový revír Zlatý kopec. Potok protéká osadou Zlatý Kopec, přibírá zleva Hrazený potok a pokračuje ke státní hranici nad zaniklou osadou Český Mlýn. Jeho tok tvoří státní hranici a je zleva částečně posílen vodami Komářího potoka, přiváděné umělým kanálem, někdy označovaným jako Mlýnský potok. Po přibližně 600 metrech dospěje potok do severozápadního cípu přírodního parku, obklopeného ze západu, severu i východu státní hranicí. Zde přímo na státní hranici přibírá zleva zbytek hlavního toku Komářího potoka a mění název potoka na Pöhlwasser.

### Větší přítoky
- Hrazený potok – levostranný
- Komáří potok – levostranný (už po soutoku s Polavským potokem)